# Костін Василь Іванович
Костін Василь Іванович (10 (23) лютого 1910, с. Даниловка Саратовська губернія, Росія — 13 серпня 1953, Одеса) — радянський вчений, математик. Батько Олександра Костіна. Доктор педагогічних наук (1948), професор (1948).
Закінчив Московський університет (1932), де й працював відтоді. 1935—1947 — у Горьківському університеті (нині м. Нижній Новгород): 1941—1947 — завідувач об'єднаної кафедри геометрії і алгебри, водночас 1945—1947 — начальник навчальної частини; за сумісництвом — у Горьківському педагогічному інституті; 1947—1950 — завідувач, 1950—1953 — професор кафедри геометрії і алгебри Одеського університету; водночас очолював кафедру вищої математики Вищого мореходного інституту та викладав у Одеському політехнічному інституті.
Був учнем Веніаміна Кагана. Продовжив його дослідження у галузі метричної двоїстості, розглянув гонометричну сім'ї, що допускають групу.
Помер 13 серпня 1953 року, похований на Другому христянському кладовищі Одеси.